# A Sailor's Guide to Earth
Albums de Sturgill Simpson
Metamodern Sounds in Country Music
(2014) Sound & Fury
(2019)
A Sailor's Guide to Earth est le troisième album studio de l'auteur-compositeur-interprète américain de country Sturgill Simpson. Il a été annoncé le 3 mars 2016, avec la sortie du single Brace for Impact (Live a Little). L'album est sorti le 15 avril 2016 et il nommé pour l'Album de l'Année et Meilleur Album Country lors de la prochaine 59e Grammy Awards

## Réception
Il fait partie des 50 meilleurs albums de 2016.

## Liste des pistes
Toutes les paroles sont écrites par Sturgill Simpson sauf In Bloom, écrite par Kurt Cobain.
| No | Titre                                                                                              | Durée |
| -- | -------------------------------------------------------------------------------------------------- | ----- |
| 1. | Welcome to Earth (Pollywog)                                                                        | 4:53  |
| 2. | Breakers Roar                                                                                      | 3:33  |
| 3. | Keep It Between the Lines                                                                          | 4:01  |
| 4. | Sea Stories                                                                                        |       |
| 5. | In Bloom (reprise de Nirvana)                                                                      | 4:01  |
| 6. | Brace for Impact (Live a Little)                                                                   | 5:49  |
| 7. | All Around You                                                                                     | 3:36  |
| 8. | Oh Sarah (Sortie originellement sur l'album To the Wind and On to Heaven de Sunday Valley en 2011) | 4:15  |
| 9. | Call to Arms                                                                                       | 5:30  |

## Personnel
- Arthur Cook – violoncelle
- Jefferson Crow – piano, Wurlitzer
- Jonathan Dinklage – violon
- Dan Dugmore – pedal steel guitare
- Robert Emmett – claviers, synthétiseur moog, orgue, synthétiseur, voix de fond, Wurlitzer
- David Ferguson – ingénieur, mélange
- Clark Gayton – trombone
- David Guy – bugle, trompette
- Ian Hendrickson-Smith – saxophone alto, saxophone baryton, saxophone ténor
- Laur Joamets – guitare électrique, guitare slide
- Whitney LaGrange – violon
- Miles Miller – batterie, chœurs
- Dave œufs de la guitare basse
- Sturgill Simpson – guitare à 12 cordes, guitare acoustique, moog synthétiseur, synthétiseur, chant, chœurs
- Neal Sugarman – saxophone ténor
- Dougie Wilkinson – cornemuse
- Garo Yellin – violoncelle

## Classement
| Classement (2016)             | Meilleurs positions |
| ----------------------------- | ------------------- |
| Belgique (Flandre Ultratop)   | 108                 |
| Canada (Canadian Albums)      | 31                  |
| Pays-Bas (Mega Album Top 100) | 66                  |
| Irlande (IRMA)                | 39                  |
| Norvège (VG-lista)            | 34                  |
| Royaume-Uni (UK Albums Chart) | 43                  |
| États-Unis (Billboard 200)    | 3                   |
| États-Unis (Top Rock Albums)  | 1                   |